# 工作舎
工作舎（こうさくしゃ）は、東京都新宿区大久保2-4-12に本社を置く日本の出版社。自然科学・人文科学・文学・芸術などの書籍を中心に出版している。
なお、コラムニスト山本夏彦が創業し、インテリア雑誌「室内」を刊行していた「工作社」とは無関係。

## 沿革
- 1971年
  - 4月─雑誌『遊』（1971-1982）の編集制作チームとして工作舎発足。池袋駅東口の池ビルに事務所設立
  - 5月─『遊』のエディトリアル・デザインに杉浦康平参加
  - 9月─『遊』創刊号刊行
  - 12月─株式会社工作舎設立
- 1972年8月─事務所を新宿番衆町ローヤルビルに移転
- 1973年6月─写真誌『off』（1973-1974）創刊
- 1974年7月─初の単行本、高内壮介『湯川秀樹論』発行
- 1976年2月─株式会社フォーラムインターナショナルの参加により、翻訳通訳部門を拡充
- 1977年7月─事務所を渋谷区松濤に移転
- 1978年5月─『遊』第II期スタートにより、隔月刊化
- 1979年4月─編集塾「遊塾」開塾、全国より60余名が参加
- 1980年11月─『遊』第III期スタートにより、月刊化
- 1982年10月─『遊』休刊。出版の中心を雑誌から単行本にシフト
- 1988年11月─『ライプニッツ著作集』（全10巻、1988-1999）刊行開始
- 1991年7月─創立20周年企画『ブックマップ』刊行
- 2001年
  - 7月─創立30周年企画『脳図鑑21』刊行
  - 11月─創立30周年企画『オデッセイ1971-2001』刊行
- 2005年8月─事務所を中央区月島に移転。
- 2010年
  - 7月─事務所を新宿区西早稲田に移転
  - 10月─広島オリエンタルホテルで「工作舎展」開催
- 2011年4月─創立40周年

## 受賞
- 1997年─この年より現在まで、日本産業広告総合展で堀場製作所のPR誌『ABIROH』および「カレンダー」が金賞をはじめ、各賞を連続受賞
- 2000年9月─『ライプニッツ著作集』第35回日本翻訳出版文化賞（日本翻訳家協会主催）受賞
- 2005年8月─第20回梓会出版文化賞（社団法人出版梓会主催）「出版文化賞特別賞」受賞
- 2009年10月─岸本良彦訳／ケプラー『宇宙の調和』第45回日本翻訳出版文化賞（日本翻訳家協会主催）受賞
- 2010年6月─日本産業広告総合展で堀場製作所「カレンダー」がグランプリ受賞
- 2012年7月─『にほんのかたちをよむ事典』第46回造本装丁コンクール（日本書籍出版協会・日本印刷産業連合会主催）日本図書館協
- 2014年
  - 4月─第13回佐藤敬之輔賞 企業・団体部門賞（日本タイポグラフィ協会）受賞
  - 10月─岸本良彦訳／ケプラー『新天文学』第51回日本翻訳文化賞（日本翻訳家協会主催）
- 2016年11月─佐藤恵子『ヘッケルと進化の夢：一元論、エコロジー、系統樹』第70回毎日出版文化賞〈自然科学部門〉(毎日新聞主催)受賞